# City cells
City cells is een artistiek kunstwerk in Amsterdam-Zuidoost. Het werk hangt aan pilaren in de verbindingsroute over Hoekenrode tussen Amsterdamse Poort, Station Amsterdam Bijlmer ArenA en de Johan Cruijff Boulevard (tot 2020 ArenA Boulevard).
De kunstenaar in kwestie Karin van Dam keek voor dit kunstwerk rond in Amsterdam-Zuidoost met haar gemengde bevolkingssamenstelling. Ze liep daarbij door de wijk en kocht uitheemse groenten om zich verder te verdiepen. Echter een "typisch Nederlandse" groente schorseneren bracht haar uiteindelijk op het ontwerp van het kunstwerk. Ze legde de stuifmeelkorrels onder een microscoop en ontdekte de vijfhoekige structuur in wat ruimtelijk gezien een regelmatig twaalfvlak (dodecaëder) vormt (twaalf vlakken, twintig hoekpunten, dertig ribben). Ze verdiepte zich verder in de planten en planten in de Hortus Botanicus en zag dat die structuur in de natuur overal voorkomt, ook in zaden, planten en vruchten etc. Dit leidde naar een vergelijking met de zogenaamde honingraatstructuur van de flats in Zuidoost. Van Dam had ten tijde van de maak van het kunstwerk een voorliefde voor structuren of die nu natuurlijk of kunstmatig zijn, aldus een begeleidend artikel bij een expositie in 2021 (NRC: Leegtes om te betreden, 25 mei 2021) 
Van Dam moest overleggen met de kunstcommissie (het werd gemaakt ten tijde van de grote herinrichting van Hoekenrode) en die zag in de “hangende bollen” een groot nadeel. Op de ribben zouden vogels gaat zitten en die zouden op de passanten van het poortgebouw tussen Hoekenrode en de Amsterdamse Poort schijten. Van Dam haalde info bij een specialist op het gebied van gedrag van stadsdieren en voorzag de ribben van scherpe uiteinden (de standaard duivenpinnen leken haar niets). Bij uitvoering bleken die scherpe uiteinden het beeld dat ze wilde weergeven te versterken. 
Een ontwerpschets bevindt zich in het depot van het Museum Boijmans van Beuningen. De beeldengroep maakt deel uit van de kunstroute door Zuidoost, uitgezet door Centrum Beeldende Kunst Zuidoost (CBK, gegevens 2022).